# Francesco Cantelli

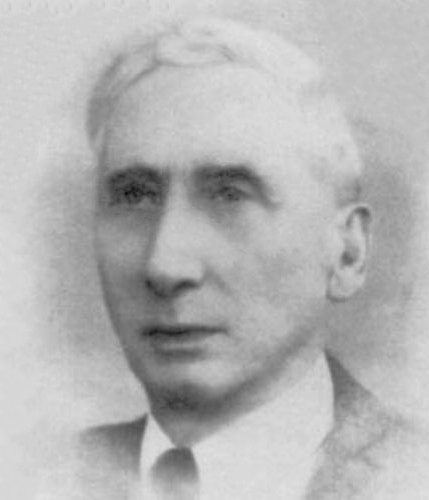
Francesco Cantelli

Francesco Paolo Cantelli (Palermo, 20 december 1875 - Rome, 21 juli 1966) was een Italiaanse wiskundige. Hij richtte in 1930 het het Istituto Italiano degli Attuari op voor het toepassen van wiskunde en kansrekening in de economie en gaf daarvan het tijdschrift Giornale dell'Istituto Italiano degli Attuari uit. Dit tijdschrift werd een van de toonaangevende wetenschappelijke tijdschriften op het gebied van statistiek over de hele wereld.
Cantelli studeerde wiskunde in Palermo promoveerde in 1899 met een dissertatie over hemelmechanica. Hij werkte tot 1903 op het nationaal observatorium en zijn vroege publicaties behandelden problemen in de sterrenkunde en de hemelmechanica. Al zijn latere werk was op het gebied van de kansrekening. Z'n naam is verbonden aan het lemma van Borel-Cantelli en de stelling van Glivenko–Cantelli.